# Hipocentro

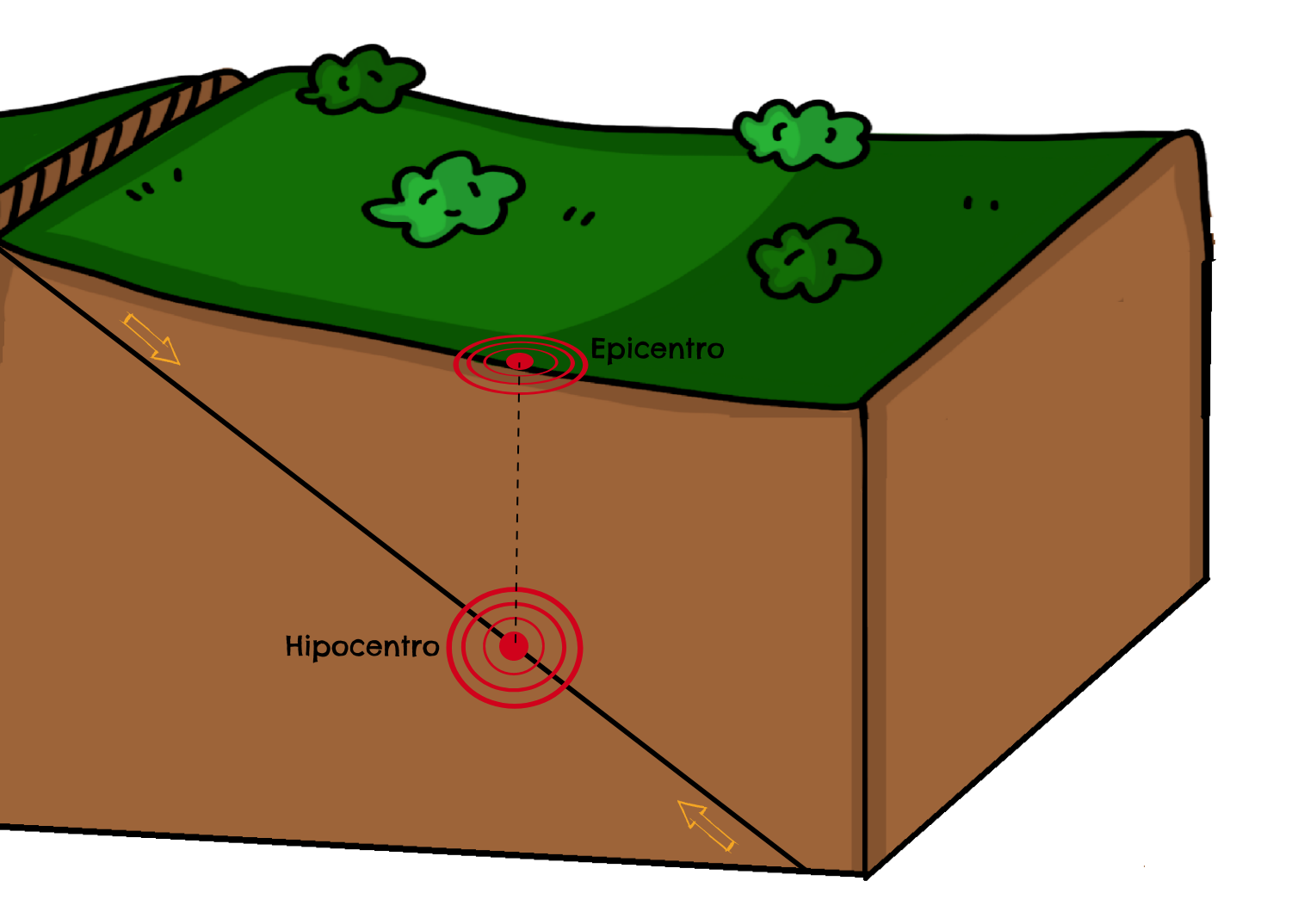
Esquema demonstrando a relação entre o epicientro e o hipocentro

O hipocentro ou foco sísmico de um abalo sísmico, terremoto é o local no interior da Terra onde se inicia a ruptura do material rochoso ocorrendo a libertação de energia sob a forma de ondas sísmicas. 
Este ponto pode ser localizado quase na superfície, nos casos onde a atividade sísmica é resultante de vulcanismo. 
Os hipocentros mais profundos foram registados a cerca de 700 km de profundidade, associados à zona de subducção do oeste da América do Sul. Uma vez que a energia que causa um terremoto resulta da ruptura frágil ou semi-frágil da crosta terrestre, a profundidade do hipocentro está limitada à zona mais superficial, onde a crosta é frágil (por oposição ao manto que tem características dúcteis).